# 巴尔德梅卡
巴尔德梅卡，是西班牙卡斯蒂利亚-拉曼恰昆卡省的一个市镇。总面积70平方公里，总人口97人（2001年），人口密度1人/平方公里。